# ベルトン (ウェストバージニア州)
ベルトン（Bellton）は、ウェストバージニア州マーシャル郡の非法人地域。デンヴァー（Denver）、デンヴァー・ステーション（Denver Station）、あるいはベルトン（Belton）としても知られている。
この地域の名称は、ジョン・ベル氏の栄誉を称えて名付けられた。